# Joseph Johann Wagner

Joseph Johann Wagner

Joseph Johann Wagner (üblicherweise Joseph Wagner genannt, * 25. Mai 1813 in Dattenhausen; † 14. September 1890 in Dillingen) war ein Ökonom (Landwirt) und Mitglied des Deutschen Reichstags.

## Leben
Joseph Wagner war nach einer landwirtschaftlichen Ausbildung als Landwirt in Dillingen auf seinem Hof tätig, den er 1871 an seinen Sohn übergab. Er war langjähriger Gemeindevorsteher in Dattenhausen bei Dillingen und Mitglied der bayerischen Kammer der Abgeordneten von 1849 bis 1855 und von 1859 bis 1875 für den Wahlbezirk Dillingen. Von 1871 bis 1874 war er Mitglied des Deutschen Reichstags, wo er den Wahlkreis Schwaben 3 (Dillingen) vertrat. Im Reichstag schloss er sich der Fraktion der Liberalen Reichspartei an.

## Familie
Sein älterer Bruder war Johann Evangelist Wagner, Priester, Theologieprofessor und Gründer der Taubstummenanstalt in Dillingen.